# Vochysia tucanorum

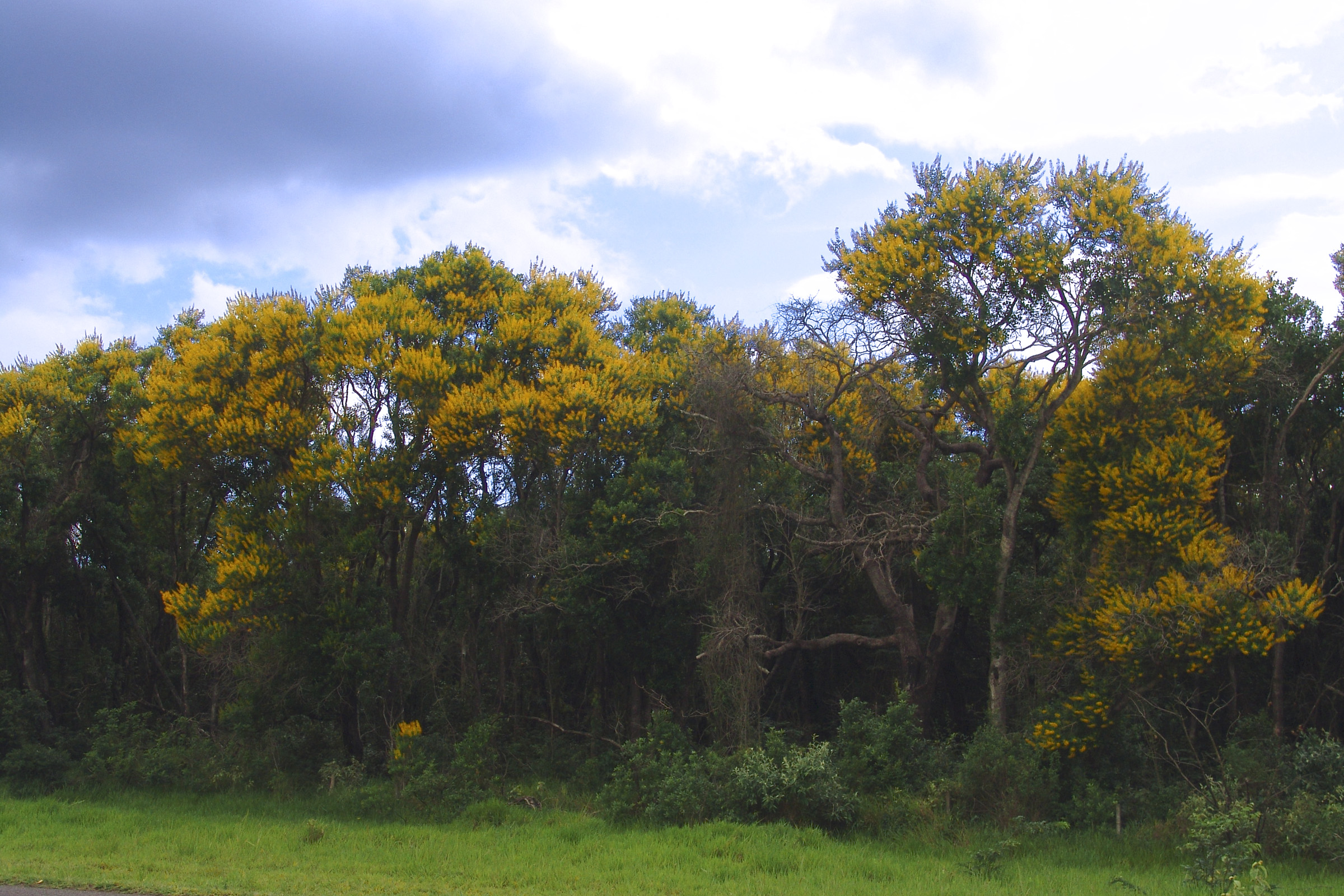
Pau-de-vinho

Vochysia tucanorum, conhecido popularmente como congonha-cachimbo, cinzeiro, muriá, barriga-d'água, pau-de-tucano, fruta-de-tucano, rabo-de-arara, canela-santa, caixeta, vinheiro-do-mato, coxa-de-frango, rabo-de-tucano, pau-de-vinho, pau-terra, cinzeira, pão-doce,  vinhático e fruta-pão, é uma árvore da família das voquisiáceas, nativa do Brasil. Atinge doze metros de altura e sete metros de diâmetro. É adaptada ao clima tropical e ao clima tropical de altitude.